# タイ・フィルハーモニック管弦楽団
タイ・フィルハーモニック管弦楽団（英語:Thailand Philharmonic Orchestra、 タイ語:วงดุริยางค์ฟีลฮาร์โมนิกแห่งประเทศไทย、略称:TPO）は、タイ王国のオーケストラ。

## 概要
2004年にタイ王国政府とマヒドン大学によって創設。マヒドン大学音楽芸術学部の教授、学生を中心に構成され、さらに外部からの演奏家の受け入れも行っている。
首席指揮者はアイスランド出身のグドゥニ・エミルソン（Gudni A. Emilsson）（現在は創設首席指揮者）。運営をマヒドン大学音楽芸術学部が行い、運営経費をタイ政府とマヒドン大学が折半している。
同管弦楽団の練習場および講演会場として、マヒドン大学は353席収容のMACMオーディトリアムを建設した。同ホールは大オーケストラでも演奏が可能な大きさのステージ、十分な音響設備、録音設備を備えている。

## 収録
- 『賛歌』（เพลงเกียรติยศ / 指揮：グドゥニ・エミルソン、編曲：プラティープ・スパンロート / 2007年5月16 - 17日収録） - タイ中央銀行協賛
  - 収録曲
    - 『国歌』
    - 『国王賛歌』
    - 「大吉祥歌」（เพลงมหาฤกษ์）
    - 「大勝利歌」（เพลงมหาชัย）
タイ王国国家芸術家（文学）ナワラット・ポンパイブーンがこの収録のために歌詞を書き下ろし、マヒドン大学歌手学科60名によって歌われている。
    - 「最善なる王の歌」（เพลงสดุดีมหาราชา）
    - 「王国土の歌」（เพลงภูมิแผ่นดินนวมินทร์มหาราชา）
    - 「国軍行進曲」（มาร์ชทหารของชาติ）
    - 「スポーツ応援歌」（เพลงกราวกีฬา）
    - 「四民行進曲」（มาร์ชสี่เหล่า）
    - 「国民行進曲」（มาร์ชเยาวชน）
    - 『サヤーマーヌサティ』 （เพลงสยามานุสติ）
    - 「ボーリパット行進曲」（มาร์ชบริพัตร）
    - 『ガウデアムス』

## オペラ公演
- 2007年5月11日-12日：『オルフェオ』（L'Orfeo）
クラウディオ・モンテヴェルディ作。この年は、イタリアの作曲家モンテヴェルディのオペラ初作品『オルフェオ』が作られてから400年であり、監督としてマヌエル・ルッゲンホルト（Manuel Ludgenhorst）を、さらにドイツから演者を招き、初のオペラ講演を行った。

## 海外公演
- 2009年10月2日：第64回文化庁芸術祭主催公演『アジア・オーケストラ・ウィーク 2009』（東京オペラシティ）
  - 指揮：プラティープ・スパンロート、首席指揮：グドゥニ・エミルソン
  - ラナート（ระนาดเอก：タイ打楽器） ：パーロン・ユーンヨン（พารณ ยืนยง）、チェロ：タパーリン・ヂャルーンスック（ตปาลิน เจริญสุข）
  - 曲目
    - タイ古謡 『歩む馬』（『アサワ・リーラー』：อัศวลีลา、もしくは『マー・ヨーン』：ม้าย่อง）
    - サン・サーンス『チェロ協奏曲 第1番』
    - チャイコフスキー 『交響曲 第4番』